# Tetrastichus alaskensis
Tetrastichus alaskensis är en stekelart som beskrevs av William Harris Ashmead 1902. Tetrastichus alaskensis ingår i släktet Tetrastichus och familjen finglanssteklar. Inga underarter finns listade i Catalogue of Life.